# 紫城るい
紫城 るい（しじょう るい、1976年8月23日 - ）は、日本の女優。元宝塚歌劇団宙組トップ娘役。
愛知県名古屋市出身。身長164cm。宝塚歌劇団時代の愛称は「ひとみ」、「るい」。所属事務所は有限会社オフィス・ミヤモト。

## 来歴
1997年3月、83期生として宝塚歌劇団に入団。雪組公演『仮面のロマネスク』で初舞台。入団時点では男役だった。
1998年、月組に配属される。
月組配属後は『LUNA-月の伝言-』（TAKARAZUKA1000days劇場・博多座公演）のイレーネ役、同作併演のショー『BLUE・MOON・BLUE -月明かりの赤い花-』のベル役、2001年のTCAスペシャルでは『うたかたの恋』のマリーに扮するなど娘役を演じる機会が多く、男役でありながら娘役の評価も高かった。
2002年の『ガイズ&ドールズ』新人公演で演じたアデレイド役がきっかけとなり、娘役へ転向。宝塚バウホール公演『SLAPSTICK』でバウ初ヒロイン。続く『長い春の果てに』で新人公演初ヒロインを演じた。
2004年、バウホール公演『THE LAST PARTY～S.Fitzgerald’s last day～ フィッツジェラルド最後の一日』でゼルダ役を演じる。紫城は後に退団記者会見でこの役をお披露目公演のヒロイン役と並べて「大好きな役」として挙げている。同年、宙組へ組替え。
2006年、宝塚バウホール公演『不滅の恋人たち』でヒロインのジョルジュ・サンドを演じる。8月の博多座公演『コパカバーナ』で宙組トップ娘役に就任、同年11月からの『維新回天・竜馬伝! -硬派・坂本竜馬III-／ザ・クラシック -I LOVE CHOPIN-』が宝塚大劇場お披露目公演でありサヨナラ公演ともなった。
2007年2月12日、相手役である貴城けいとともに宝塚歌劇団を退団。以降は女優として舞台を中心に活動している。

## 宝塚歌劇団時代の主な舞台

### 月組時代
- 2001年1 - 2月 「いますみれ花咲く／愛のソナタ」新人公演／オルグ（本役・霧矢大夢）[17]
- 2001年5 - 7月 「愛のソナタ／ESP!」新人公演／オルグ（本役・霧矢大夢）[18]
- 2001年8 - 9月 「大海賊 -復讐のカリブ海-／Jazz mania」新人公演／聞き耳（本役・霧矢大夢）[19]
- 2001年10 - 11月 バウホール・東京特別公演「血と砂」チリーパ／ダリ・フユエンテス（2役）[要出典]
- 2002年1 - 5月 「ガイズ&ドールズ」本公演／フランク 新人公演／アデレイド（本役・霧矢大夢）[20]
- 2002年6 - 7月 バウホール・東京特別公演「SLAPSTICK」メイベル・ノーマンド[21] ＊ヒロインこの作品から娘役として出演
- 2002年8 - 12月 「長い春の果てに／With a Song in My Heart -君が歌、わが心に深く-」本公演／シモーヌ 新人公演／エヴァ[10]（本役・映美くらら）＊新人公演ヒロイン
- 2003年4 - 8月 「花の宝塚風土記 -春の踊り-／シニョール・ドン・ファン」本公演／パトリシア 新人公演／ジル（本役・映美くらら）[22] ＊新人公演ヒロイン ＊初エトワール
- 2003年11月 - 2004年3月　「薔薇の封印 -ヴァンパイア・レクイエム-」本公演／サラ／アンリエット妃（2役）新人公演／モンテスパン夫人（本役：美原志帆）／ディ・フラッソ男爵夫人（本役：五峰亜季）（2役）[23]
- 2004年4 - 5月 バウホール・日本青年館大ホール公演「愛しき人よ」 川島芳子役[24][25]
- 2004年6 - 10月 「飛鳥夕映え -蘇我入鹿-／タカラヅカ絢爛II -灼熱のカリビアン・ナイト-」 あびこ[26][27]
- 2004年11月 バウホール公演「THE LAST PARTY～S.Fitzgerald’s last day～ フィッツジェラルド最後の一日」 RUI（ゼルダ）[11][28] ＊ヒロイン
- 2005年2 - 5月 「エリザベート -愛と死の輪舞-」 リヒテンシュタイン[29][30]

### 宙組時代
- 2005年8 - 11月 「炎にくちづけを -「イル・トロヴァトーレ」より-／ネオ・ボヤージュ」 イネス[31][32]
- 2006年1月 バウホール公演「不滅の恋人たちへ」 ジョルジュ・サンド[33][34] ＊ヒロイン
- 2006年2月 日本青年館大ホール公演「THE LAST PARTY～S.Fitzgerald’s last day～ フィッツジェラルド最後の一日」 RUI（ゼルダ）[11][35] ＊ヒロイン
- 2006年3 - 7月 「NEVER SAY GOODBYE -ある愛の軌跡-」 エレン・パーカー[36][37] ＊エトワール

### 宙組トップ娘役時代
- 2006年8月 博多座公演「コパカバーナ」サマンサ／ローラ[38][39]
- 2006年11月 - 2007年2月 「維新回天・竜馬伝！ -硬派・坂本龍馬III-／ザ・クラシック -I LOVE CHOPIN-」 お竜[40][41] ＊退団公演[42]